# Седе Комунале (Варезе)
Седе Комунале је насеље у Италији у округу Варезе, региону Ломбардија.
Према процени из 2011. у насељу је живело 37 становника. Насеље се налази на надморској висини од 207 м.